# Juan Domingo Vera
Juan Domingo Vera (1956-2011) fue luchador profesional y actor, interpretó a Nerón en Titanes en el Ring y a Go-In-Pak en Lucha Fuerte.

## Carrera
Juan Domingo Vera comenzó su carrera como luchador en 1967. En 1973 es convocado por Martín Karadagián para participar de la troupe de Titanes, donde interpretó a Ulus el mongol. Volvió a Titanes en 1983 donde personificó a Nerón, y mantuvo memorables combates contra Karadagián, realizando presentaciones en el Luna Park
En 1987 es contratado por la empresa Lucha Fuerte, donde se presenta interpretando a Go-In-Pak, temible luchador con conocimientos en las artes marciales. 
En 1992 participa en Brigada cola por Telefé, y en 1997 retornó a Titanes en el Ring por Canal 9, interpretando al Coreano sun. Y realizando presentaciones en el estadio de Ferro Carril Oeste.
En su trayectoria en Titanes en el Ring personifico a El Charro Vera, Ulus el gran mongol , Nerón, El Minotauro, El Coreano Sun 
Falleció en el 2011 de un infarto.

## Cine

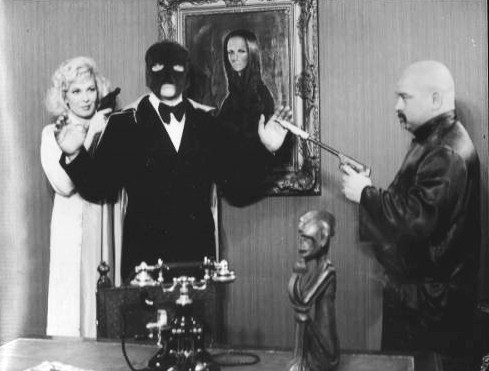
Juan Vera y Thelma Stefani en La aventura explosiva

Vera salto a la fama en las películas Los superagentes biónicos y La aventura explosiva, como King Kong, el villano que se enfrentaba a los super agentes interpretados por Ricardo Bauleo, Víctor Bó y Julio de Grazia. Además participó en las sagas de los extermineitors, protagonizadas por Guillermo Francella.

## Filmografía
- 1962: Taras Bulba (extra)
- 1974: Operación Guante Verde
- 1974: Proceso a la infamia
- 1977: La aventura explosiva
- 1977: Los superagentes biónicos
- 1984: Titanes en el ring contraataca
- 1989: Los extermineitors
- 1990: Extermineitors II, la venganza del dragón